# Chengguan (socken i Kina, Hunan, lat 28,61, long 109,94)
Chengguan (kinesiska: 城关, 城关乡) är en socken i Kina. Den ligger i provinsen Hunan, i den södra delen av landet, omkring 300 kilometer väster om provinshuvudstaden Changsha.
Genomsnittlig årsnederbörd är 1 790 millimeter. Den regnigaste månaden är maj, med i genomsnitt 312 mm nederbörd, och den torraste är december, med 28 mm nederbörd.